# Josephine Silone Yates
Pour les articles homonymes, voir Yates et Silone.
Compléments
Rhode Island State Normal School, later named Rhode Island College, Rhode Island
Joséphine Silone Yates (15 novembre 1859 - 3 septembre 1912), professeur de chimie, a été l'une des premières noires enseignantes recrutées à l'Université de Lincoln à Jefferson City, Missouri. Lors d'une promotion, elle a été la première femme noire à la tête d'un collège de département de la science. Elle a été la première femme noire à détenir un poste de professeur dans un collège ou une université des États-Unis.
Yates a été aussi importante dans le mouvement de l'African-American women's club. Elle a été correspondante pour la Femme de l'Époque (le premier magazine mensuel publié par les femmes noires aux États-Unis) et a écrit pour d'autres magazines. Yates a joué un rôle dans l'établissement des clubs de femmes pour les femmes afro-américaines : elle est la première présidente de la Ligue féminine de Kansas City (1893) et la deuxième présidente des National Association of Colored Women's Clubs (1900-1904).

## Biographie

### Jeunesse
Joséphine Silone est née le 15 novembre 1859,. Elle était la seconde fille d'Alexandre et de Parthenia Reeve Silone. Durant son enfance, sa famille vivait avec son grand-père maternel, un esclave affranchi, Lymas Reeves. Sa mère lui a appris à lire à partir de la Bible. Elle a commencé l'école à l'âge de six ans, et a rapidement été avancé[Quoi ?] par ses professeurs.
L'oncle de Josephine, le révérend John Bunyan Reeve (en), était pasteur de l’Église de Philadelphie. À l'âge de 11 ans, elle est allée vivre avec lui, de sorte qu'elle puisse assister à l'Institute for Colored Youth (en). Là, elle a été encadrée par son directeur, Fanny Jackson Coppin,.
L'année suivante, le révérend Reeve a déménagé à l'Université Howard et Joséphine est allée vivre avec sa tante maternelle, Francis I. Girard, à Newport, Rhode Island. Là, elle a fréquenté l'école de grammaire et, plus tard, Rogers High School. Elle était la seule étudiante noire et ses professeurs lui ont donné soutien et respect. Son professeur de sciences l'a considérée comme sa plus brillante élève et lui a permis de faire des travaux de laboratoire supplémentaires en chimie. Elle est diplômée de la classe de Rogers High School de 1877 et a reçu une médaille pour la bourse d'études. Elle a été la première étudiante noire à obtenir son diplôme de Rogers High School.
Josephine Silone a choisi d'entrer à l'école normale d'état de Rhode Island dans la Providence pour devenir une enseignante, plutôt que de poursuivre une carrière universitaire. Elle est diplômée en 1879, avec les honneurs, la seule étudiante noire de la classe. Elle a été la première afro-américaine certifiée à enseigner dans les écoles de Rhode Island. Elle a ensuite obtenu une maîtrise de l'Université nationale de l'Illinois.

### Fin de vie
En 1902, elle fut rappelée par le président de Lincoln Institute pour servir en tant que chef du département d'anglais et d'histoire. En 1908, elle a demandé à démissionner en raison d'un problème de santé, mais le conseil d'administration n'a pas accepté, et elle est restée en tant conseillère aux femmes à Lincoln.
Son mari est mort en 1910, après quoi Joséphine Silone Yates a choisi de revenir à Kansas City. Elle est décédée le 3 septembre 1912, après une courte maladie.

## L'enseignement
Joséphine Silone a été l'une des premières professeures noires recrutées à l'Université de Lincoln à Jefferson City, Missouri. Le président Inman E. Page (en) a jugé essentiel de remplacer la faculté précédemment blanche par des professeurs noirs, comme modèles pour les étudiants afro-américains de l'école. Les enseignants vivent sur le campus dans les dortoirs avec les élèves. Joséphine enseignait la chimie, l'art de la parole, et la littérature anglaise. Lors de sa promotion à la tête du département des sciences naturelles, elle est devenue la première femme noire à diriger un département des sciences du collège et la première femme noire à détenir un poste de professeur de n'importe quel collège ou université des États-Unis.
Joséphine Silone Yates était claire à propos de son rôle dans l'enseignement. Dans un essai en 1904, elle a écrit: « Le but de toute éducation véritable est de donner au corps et à l'âme de toute la beauté, la force et la perfection dont ils sont capables, pour adapter l'individu à la vie complète ».

## Mariage et la famille
En 1889, Joséphine Silone épouse William Ward Yates. De nombreuses écoles ont interdit aux femmes mariées d'enseigner. Après son mariage, elle a abandonné son poste de professeur à Lincoln. Elle a déménagé à Kansas City, Missouri, où son mari était le principal de Phillips School. Sa fille Joséphine Silone Yates Junior, est née en 1890. Son fils William Blyden Yates est né en 1895.

## Le mouvement des clubs féminins
À Kansas City, Joséphine Silone Yates est devenue active dans le mouvement des femmes afro-américaines. Elle a été correspondante pour la Femme de l'Époque (le premier magazine mensuel publié par les femmes noires aux États-Unis), et a également écrit pour l'Ouvrier du Sud, La Voix du Nègre, l’Indianapolis Freeman, et le Rising Son de Kansas City, en son propre nom et sous le pseudonyme de R. K. Porter. L'élévation raciale était l'un des nombreux sujets sur lesquels Silone Yates a parlé et écrit. Elle a été identifiée comme un exemple de sa race et incluse comme l'un des 100 America's greatest Negroes dans  Twentieth Century Negro Literature et dans A Cyclopedia of Thought on the Vital Topics Relating to the American Negro, une encyclopédie concernant les noirs américains, en 1902.
Son article traite de la question Did the American Negro make, in the nineteenth century, achievements along the lines of wealth, morality, education, etc., commensurate with his opportunities? If so, what achievements did he make?,. Elle a également publié des poèmes, dont : The Isles of Peace, The Zephyr et Royal To-Day.
Joséphine Silone Yates a contribué à fonder la Ligue des femmes de Kansas City, une organisation pour l'auto-assistance et l'amélioration sociale pour les femmes afro-américaines, et en devint son premier président en 1893. En 1896, la Ligue des femmes a rejoint la National Association of Colored Women (NACW), une fédération de clubs similaires du pays. Elle a été pendant quatre ans au service du NACW en tant que trésorière ou vice-présidente (de 1897 à 1901) et pendant quatre ans présidente (de 1901 à 1904).

Un témoignage des réalisations et des acclamations[Quoi ?] de Yates peut être trouvé dans un discours présenté par Anna Julia Cooper en 1893 au Congrès mondial des femmes représentatives à Chicago : « Les efforts de l'auto-assistance et de la bienveillance ont également été actifs. La Ligue des femmes de couelurs, dont je suis à l'heure actuelle secrétaire, possède des branches actives et énergétiques dans le Sud et l'Ouest. La direction générale de Kansas City, avec un effectif de plus de cent cinquante ans femmes de couleurs, a déjà commencé, en vertu de leur vigoureuse présidente, Mme Yates, la construction d'un bâtiment pour les filles sans amis. »